# Mount Korsch
Mount Korsch ist ein etwa 4000 m hoher und pyramidenförmiger Berg in der antarktischen Ross Dependency. In der Queen Elizabeth Range ragt er am nordwestlichen Rand des Markham-Plateaus auf.
Das Advisory Committee on Antarctic Names benannte ihn 1988 nach dem australischen Geologen Russel J. Korsch (* 1948), dem am 3. Dezember 1985 gemeinsam mit seinen US-amerikanischen Kollegen Edmund Stump (* 1946) und David G. Edgerton die Erstbesteigung gelungen war.